# Smodicum recticolle
Smodicum recticolle är en skalbaggsart som beskrevs av Martins 1975. Smodicum recticolle ingår i släktet Smodicum och familjen långhorningar.
Artens utbredningsområde är Paraguay. Inga underarter finns listade i Catalogue of Life.